# Jan Verbraeken
Jan Verbraeken (Antwerpen, 20 maart 1923 - Turnhout, 24 september 1983) was een Belgisch zanger. Naast Will Tura, die de "Keizer van het Vlaamse Lied" wordt genoemd, was Jan Verbraeken de "Prins van het Vlaamse lied". Naast Bobbejaan Schoepen is hij een van de Belgische schlagerzangers van de jaren vijftig.
Samen met Marcel Hellemans en het door hun opgerichte Metropolis Amusementsensemble (Antwerps Metropolis Orkest/Metropolis ensemble) heeft hij in Aan het noordzeestrand (een cover van Nordseewellenlied (Friesenlied) van Martha Müller-Grählert en Friedrich Fischer-Friesenhausen uit de jaren dertig) één van de grootste Vlaamse succesnummers van na de Tweede Wereldoorlog op zijn naam staan. Het nummer stond in 1955 zestien weken lang in de Belgische hitparade met een hoogste notering op plaats 5. In 1958 volgde nog een heruitgave, toen bestond het ensemble uit Hellemans, Verbraeken, en toekomstig echtpaar Yvonne Henneco en Henk van Montfoort. 

## Levensloop
Verbraeken werd geboren in Antwerpen als zoon van Gustaaf en Maria Nieman. Jan was de nonkel van Carl Verbraeken en hij was de broer van schrijfster Irène Van Kerckhoven-Verbraeken. Hij komt uit een gezin van 10 kinderen.
In 1948 huwde hij met Maria Wilrycx en ruilde hij Antwerpen in voor Borgerhout, later verhuisde hij nog naar Lanaken, waar hij een tijdje zou wonen. Later vertrok hij ook uit Lanaken en ging op de markt van Turnhout een café uitbaten.

## Repertoire
Bron: Muziekarchief.

### Verzamelalbums
- De prins van het Vlaamse lied (2003)
- Vlaanderen, dierbaar land (1976)
- Aan het noordzeestrand (1975)

### Singles
- Aan het Noordzeestrand (1950)
- Geef mij de vodka Anuschka (1955)
- Tieneke (1955)
- We willen nog wat blijven (1953)
- Als we maar steeds te drinken krijgen (1953)
- Morgen kom ik weder (1953)
- Ik wou, ik wou (1953)
- Luna Rossa
- Waarom valt er water uit de wolken
- Aan de kaai in 't schipperskwartier